# 維利尚卡 (若夫克瓦區)
50°11′49″N 23°29′6″E / 50.19694°N 23.48500°E
維利尚卡（烏克蘭語：Вільшанка），是烏克蘭西部的村莊，隸屬利維夫州的利維夫區。該村面積1.36平方公里，2001年人口25，人口密度每平方公里18.38人。